# Hein Godenwind (Schiff, 1902)
Die Hein Godenwind war ein 1902 auf der französischen Werft Chantiers et Ateliers de Penhoët in Saint-Nazaire als Maréchal Souchet gebautes Vollschiff. Das Schiff wurde von 1933 bis 1939 als erste schwimmende Jugendherberge im Hamburger Hafen genutzt.

## Geschichte
Das Schiff wurde 1902 unter der Baunummer 33 auf der französischen Werft Chantiers et Ateliers de Penhoët in Saint-Nazaire gebaut. Es kam als Maréchal Souchet für eine französische Reederei als Frachtsegler in Fahrt. 1904 und 1921 wurde es innerhalb Frankreichs verkauft. Im Februar 1909 lief das Schiff vor England auf eine Untiefe und musste aufgegeben werden. Im März wurde das beschädigte Schiff geborgen und anschließend wieder flott gemacht. Im Februar 1910 lief es erneut vor England auf Grund, wurde aber auch diesmal geborgen und repariert.
1922 wurde das Schiff in der Gironde aufgelegt, bevor es im Juli 1923 nach Norwegen verkauft wurde. Neuer Name des Schiffes wurde Faith.
Im Juli 1924 wurde das Schiff nach Deutschland an die Reederei F. Laeisz in Hamburg verkauft und als Pellworm weiter als Frachtsegler genutzt. Das Schiff machte als Pellworm allerdings nur zwei Reisen: Zunächst wurde es im Juli 1924 in Ballast nach Taltal in Chile beordert, konnte wegen schwerer Stürme Kap Hoorn jedoch nicht umrunden. Schließlich wurde im November des Jahres Montevideo in Uruguay als Nothafen angelaufen, nachdem das Schiff beschädigt, die Besatzung erschöpft und das Trinkwasser knapp geworden war. Das Schiff kehrte schließlich erfolglos nach Hamburg zurück. Die zweite Reise führte das Schiff nach Ecuador, das im Februar 1925 erreicht wurde. Auf der Rückreise nach Hamburg kam es erneut zu Zwischenfällen. Widrige Winde verhinderten die planmäßige Durchführung der Reise. Schließlich wurde der Proviant an Bord knapp. Anfang April 1925 kehrte das Schiff nach Hamburg zurück.
Es wurde schließlich im Mai 1925 außer Dienst gestellt und an die Syndikats-Rhederei verkauft. Nach Umbau zu einem Wohnschiff mit Platz für 1200 Personen wurde es im Hamburger Hafen genutzt. Anfang der 1930er-Jahre übernahm der Hamburger Hafenbetriebsverein das Schiff, der es 1933 dem Gau Nordmark des Reichsverbands Deutscher Jugendherbergen schenkte. Nach einem bei Blohm & Voss erfolgten erneuten Umbau wurde es am 8. April 1934 unter dem Namen Hein Godenwind als schwimmende Jugendherberge in Dienst gestellt. Es bot Unterkunft für 514 Personen.
Anfang 1939 wurde das Schiff der Kriegsmarinedienststelle Hamburg unterstellt und als Büroschiff genutzt. Ab November 1939 diente es als Wohnschiff für die Besatzung des Schweren Kreuzers Admiral Hipper, an dem bei Blohm & Voss einige Umbauten nötig waren. Anschließend diente es wieder als Büroschiff sowie für die Bauaufsicht des Schlachtschiffs Bismarck.
1942 wurde es der 8. Kriegsschiffbau-Lehrabteilung unterstellt. Während der Luftangriffe auf Hamburg im Sommer 1943 wurde das Schiff am 25. Juli getroffen und geriet in Brand. In der Folge sank es auf den Grund des Hafenbeckens. Anfang 1944 wurde es gehoben und der Hulk im Februar als Zielschiff für die deutsche Luftwaffe ins Kurische Haff verholt. Dort wurde es später bei Übungen der Luftwaffe versenkt.